# Autol (Marke)
Unter der Marke AUTOL werden Motoröl und verschiedene Schmierstoffe von Agip vertrieben.

## Geschichte
Im Jahr 1855 wurde in Hannover die Firma Moebius & Sohn gegründet. In der Anfangszeit wurden Feinmechaniköle aus Knochen und Klauen hergestellt, da die industrielle Förderung von Erdöl erst 1857 in Rumänien bzw. 1858 in den USA und Deutschland begann. Mit der wachsenden Industrialisierung wuchs der Bedarf an Schmierstoffen. Die Firma produzierte Motoröl für Autos, Motorboote und später auch Flugzeuge. Um den Bedarf zu decken, entstand ein neues Werk in Hannover-Wülfel, später ein weiteres in Würzburg. Die Firma wurde in AUTOL umbenannt. Für diesen Namen erhielt sie in der Zeichenrolle des Berliner Patentamtes 1901 Warenzeichenschutz.
Weitere Zweigbetriebe entstanden in Basel, Essen, Genua, Hamburg und London. Nach dem Zweiten Weltkrieg wurde die Produktion und die internationalen Geschäftsverbindungen wieder aufgebaut. Beim 125-jährigen Jubiläum 1980 war die Firma noch im Privatbesitz. Produziert wurden Schmierstoffe auf Mineralölbasis sowie synthetische und teilsynthetische Produkte, darunter auch industrielle Reiniger und Additive für Kraftstoffe. Mittlerweile ist die Firma von Agip übernommen worden.

## Sponsoring
In den 1970er und 1980er Jahren waren Außenbordmotore für Motorboote fast ausschließlich Zweitakter, so dass dort entsprechende Öle unerlässlich waren. Um ihre Produkte zu testen und zu verbessern, unterstützte AUTOL mehrere Rennbootfahrer, überwiegend aus der 850 cm³-Klasse. Peter Walusch aus Stade gewann in den Farben von AUTOL 1980 das 6-Stunden-Rennen von Paris.

## Mitbewerber
Ähnliche Produkte werden oder wurden u. a. von folgenden Firmen hergestellt:
- OEST Lubricants
- Calypsol
- Castrol
- Liqui Moly
- Mobil
- Veedol